# Via Salaria

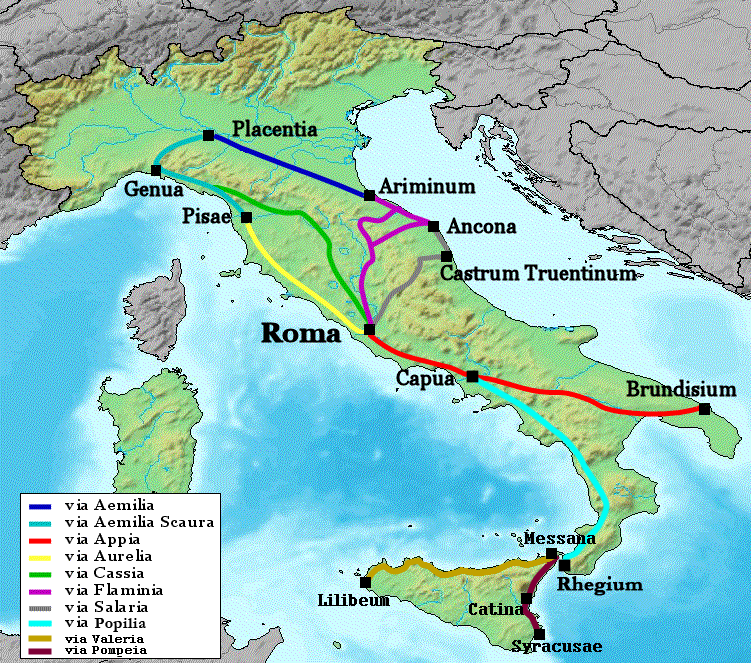
Några viktiga romerska vägar med Via Salaria markerad i grått.

Via Salaria ("Saltvägen") var en väg i antikens Italien. Den utgick från Rom ut genom aurelianusmurens Porta Salaria i ostnordostlig riktning till Salaria. Via Salaria ledde till Castrum Truentinum (dagens Porto d'Ascoli) och passerade bland annat städerna Reate och Asculum. Vägen var cirka 242 kilometer. Vägen är en gammal saltväg och fick sitt namn efter den väg som sabinerna tog för att hämta salt. Det finns lämningar efter vägen. 
Det finns även en modern väg med samma namn som är del av väg SS4 som går mellan Rom och Osteria Nuova (en frazione i kommunen Rom).